# حميد تيبوشي
حميد تيبوشي (1951-) هو رسام وشاعر جزائري، ولد في طيبان، بالقرب من بجاية في منطقة القبائل، بدأ الرسم في سن العاشرة تقريبًا وبدأ الكتابة في 1966، تعلم في المدرسة العليا في القبة وأصبح صديقًا للطاهر جعوط، ودرّس اللغة الإنجليزية لفترة من الوقت بالقرب من الجزائر العاصمة.

## سيرة شخصية
انخرط في الكتابة الشعرية، ونشر نصوصه الأولى في 1971 في الجزائر وفرنسا وتونس، ثم نشر عدة كتيبات ومجموعات جعلته من بين رواد كتابة الشعر الفرنسي كما وصفه جان سيناك، وتُرجمت قصائده إلى الإسبانية والإيطالية، ووصفه طاهر جعوط «بإنه من أكثر شعراء جيله تطلباً ومغامرة» في 1984، وتُدرس العديد من قصائده في الكتب المدرسية الجزائرية.
مارس حميد الشعر والرسم في وقت واحد، ويرى أن الشعر والرسم شيء واحد.
منذ 1980 بدأ تبوشي بعرض أعماله في الجزائر وتونس، وأقام في باريس في 1981، وتخرج من كلية الفنون البصرية من جامعة باريس الثامنة، ثم أقام حوالي عشرين معرضًا شخصيًا في باريس وإسبانيا ونيويورك، وشارك في عدد كبير من الفعاليات الجماعية في فرنسا وأوروبا والعالم العربي، مع المظاهر الرئيسية للفن الجزائري المعاصر. من عام 1984 شارك في معرض الحقائق الجديدة (بالفرنسية: Salon des Réalités Nouvelles) في قسم النقش، ثم من 1988 إلى 1997 في قسم الرسم.

## متاحف أعماله
- متحف الفن الحديث، عمان، الأردن.
- المتحف البريطاني، لندن
- متحف الجزائر الوطني للفنون الجميلة، الجزائر العاصمة.

## أعمال فنية

### أعمال حميد تيبوشي
- «البحر المفتوح»، باريس، طبعات شخصية، 1973.
- «سولي دهيربي»، باريس، طبعة شامبلاند، 1974.
- «الحب مفقود»، سور الغزلان (الجزائر)، 1977.
- «لا مير» بالتعاون مع لويس ماري كاتا، وأدونيس، وحسن المسعود، باريس، 1991.
- «زهور البانسي والثلج والميموزا»، باريس، لا تارينت، 1994.
- "Giclures"، باريس، لا تارينت، 1995.
- «هيربس روسس»، كتاب فنان، باريس 1999.
- «شجرة واحدة»، باريس، لا تارينت، 2001.
- «كيمياء» غلاف بقلم سليمان ولد موهند، ونيور، ولو فيغير دو بارباري، 2002.
- «الأضلاع والمطبوعات والغسيل»، لا روشيل، 2003.[3]
- «ريبس»، تروا ريفيير (كيبك).[4]
- «بالمسارات الخصبة»، لو مولان دو روك، نيور، 2008.